# رابرت راسلر
رابرت راسلر (انگلیسی: Robert Rusler؛ زادهٔ ۲۰ سپتامبر ۱۹۶۵) هنرپیشه اهل ایالات متحده آمریکا است.
از فیلم‌ها یا برنامه‌های تلویزیونی که وی در آن نقش داشته‌است می‌توان به همه ده یارد، پرونده سرد، علوم عجیب، پشمالو و کابوس در خیابان الم ۲: انتقام فردی اشاره کرد.